# Tintenblut (Spiel)
Tintenblut ist ein 2009 bei Kosmos erschienenes Brettspiel für 2 bis 4 Personen von Andreas Zimmermann nach dem gleichnamigen Roman von Cornelia Funke, von der auch das Schachtelcover stammt. Die Spielgrafiken zeichnete Franz Vohwinkel.

## Inhalt
- Spielplan
- Spielkarten:
  - 40 Ortskarten, je 10 pro Spieler mit unterschiedlichen Werten
  - 15 Bösewichtkarten
  - 27 Vorteilskarten
  - 4 Übersichtskarten
- Spielfiguren:
  - 4 Figuren für die Spieler, je 1 in den Farben blau, gelb, grün und rot
  - 1 Figur "Staubfinger"
  - 1 Figur "Weiße Frauen"
  - 4 Siegpunktsteine
- 72 Erfahrungsplättchen, je 18× Mut, Stärke, Klugheit und Ehre
- 32 Proviantchips
- 1 Startspielerzeichen
- 1 Spielregel (4 Seiten)

## Beschreibung
Die Spieler tauchen ein in die Tintenwelt und besuchen dort verschiedene Orte, um Erfahrungen zu sammeln und sich neu zu proviantieren oder Erfahrungen in Nahrung bzw. Nahrung in Erfahrung zu tauschen. An bestimmten Orten können sie ihre Erfahrungen zudem in Siegpunkte umwandeln, die auf der Kramerleiste angezeigt werden. Allerdings müssen in ganz bestimmten Abständen Orte einer bestimmten Farbe aufgesucht werden, um auf der Kramerleiste voranzukommen. Zudem können sich die Spieler Unterstützung der Romanhelden sichern, die durch Vorteilskarten ins Spiel kommen. Diese können entweder während eines Spielzuges unterstützend eingesetzt oder am Ende in Siegpunkte umgemünzt werden. Die Bewegung von Ort zu Ort geschieht durch das Ausspielen von Ortskarten. Der Spieler, der in einer Runde die Ortskarte mit dem höchsten Wert ausspielt, muss eine Bösewichtkarte nehmen. Wird dabei einer von 5 Natternköpfen erhalten, muss der Spieler, dessen Bösewichtkarten zusammengezählt den höchsten Wert haben, die Hälfte seiner Erfahrungsplättchen und die Hälfte seines Proviants abgeben. Es lohnt sich also nicht, diese zu lange zu horten. Das Vorankommen des führenden Spielers wird zudem durch die „Weißen Frauen“ behindert, die seine Auswahlmöglichkeiten verringern.
Das Spiel endet, sobald der erste Spieler das letzte Sonderfeld auf der Kramerleiste erreicht hat. Dann wird diese Runde noch beendet und eine vollständige Schlussrunde angehängt. Nach dieser decken die Spieler ihre noch nicht benutzten Vorteilskarten auf und rücken entsprechend vor. Der Spieler, dessen Siegpunktstein am weitesten vorgerückt ist, gewinnt das Spiel.